# Eugen Huber
Eugen Huber (31 de julho de 1849 – 23 de abril de 1923) foi um jurista Suiço e criador do código Civil Suíço de 1907.

## Biografia
Huber nasceu no Cantão Suiço de Zurique, no dia 31 de julho de 1849. Seu pai era médico. Na Universidade de Zurique, Huber estudou jurisprudência, onde recebeu um doutorado em 1872, com uma tese sobre "A lei de herança suiça e seu desenvolvimento desde a separação da Antiga Confederação Suíça do Sacro Império Romano." Em 1875, foi correspondente de um jornal em Zurique, até que ele substituiu um juiz em Appenzell de 1877 até 1880. Em 1880, ele se tornou um professor de direito civil e federal suíço na Universidade de Basileia, e posteriormente, em 1888, tornou-se professor na Universidade de Halle, em Halle e Wittenberg, onde lecionou história do direito, direito privado e comercial, direito de terras públicas, direito canônico e filosofia do direito.
Durante este tempo, ele começou a escrever um tratado abrangente sobre as leis privadas dos cantões, que foi publicado em quatro volumes. Em 1892, ele foi convidado pelo governo Suíço para elaborar o código civil (Zivilgesetzbuch), que concluiu em 1904.  Foi promulgado em 1907 e entrou em vigor em 1912. O Zivilgesetzbuch foi aplaudido por ser claro e moderno, e foi posteriormente adotado na Turquia.
Huber também foi membro da Comissão de Fontes do Direito da Sociedade Suiça de Advogados, que preparou a edição da Coleção de Fontes do Direito Suiço.

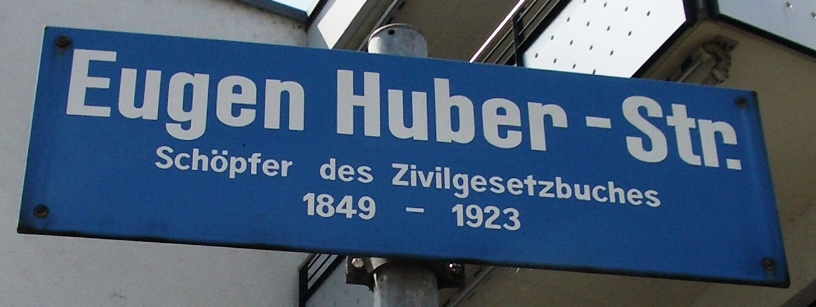
Eugen Huber-Strasse em Zurich-Altstetten

A partir de 1908, foi um dos primeiros correspondentes estrangeiros do primeiro jornal de direito comparado dos Estados Unidos, o Annual Bulletin da Ordem de Advogados dos Estados Unidos (American Bar Association). Huber morreu em Berna, no dia 23 de abril de 1923, aos 73 anos.

## Ligações Externas
- (em francês) Dominique Manaï-Wehrli,"Huber, Eugen" in Dictionnaire historique de la Suisse, 29/04/2008.;
- Predefinição:HelveticatSwiss National Library